# Міллпорт (Алабама)
Міллпорт (англ. Millport) — місто (англ. town) в США, в окрузі Ламар штату Алабама. Населення — 1010 осіб (2020).

## Географія
Міллпорт розташований за координатами 33°33′21″ пн. ш. 88°4′57″ зх. д. / 33.55583° пн. ш. 88.08250° зх. д. (33.555935, -88.082382).  За даними Бюро перепису населення США в 2010 році місто мало площу 14,26 км², з яких 14,23 км² — суходіл та 0,04 км² — водойми.

## Демографія
Згідно з переписом 2010 року, у місті мешкало 1049 осіб у 453 домогосподарствах у складі 304 родин. Густота населення становила 74 особи/км².  Було 536 помешкань (38/км²).
Расовий склад населення:
| - 64,7 % — білих - 33,7 % — чорних або афроамериканців - 0,1 % — вихідців з тихоокеанських островів - 0,1 % — корінних американців |

До двох чи більше рас належало 1,3 %. Частка іспаномовних становила 1,0 % від усіх жителів.
За віковим діапазоном населення розподілялося таким чином: 23,1 % — особи молодші 18 років, 58,9 % — особи у віці 18—64 років, 18,0 % — особи у віці 65 років та старші. Медіана віку мешканця становила 39,4 року. На 100 осіб жіночої статі у місті припадало 83,1 чоловіків;  на 100 жінок у віці від 18 років та старших — 79,3 чоловіків також старших 18 років.
Середній дохід на одне домашнє господарство  становив 41 541 долар США (медіана — 32 443), а середній дохід на одну сім'ю — 50 586 доларів (медіана — 42 500). Медіана доходів становила 31 210 доларів для чоловіків та 32 917 доларів для жінок. За межею бідності перебувало 22,4 % осіб, у тому числі 36,9 % дітей у віці до 18 років та 4,6 % осіб у віці 65 років та старших.
Цивільне працевлаштоване населення становило 440 осіб. Основні галузі зайнятості: виробництво — 27,3 %, освіта, охорона здоров'я та соціальна допомога — 27,3 %, роздрібна торгівля — 7,7 %, будівництво — 5,9 %.